# آرگام آبراهامیان
آرگام هوویکی آبراهامیان (ارمنی: Արգամ Հովիկի Աբրահամյան؛ زادهٔ ۲۵ مهٔ ۱۹۸۶) یک حقوق‌دان و سیاستمدار اهل ارمنستان است که از تاریخ ۲۰۱۷ تا تاریخ ۲۰۱۸ سمت نمایندگی دوره ششم مجلس ملی جمهوری ارمنستان را برعهده داشت.

## زندگی‌نامه
در 	۲۵ مهٔ ۱۹۸۶ در مخچیان به دنیا آمد و از دانشکده حقوق دانشگاه دولتی ایروان فارغ‌التحصیل شد. وی فرزند هوویک آبراهامیان می‌باشد 